# Семенов-Тянь-Шанський Петро Петрович
Семе́нов-Тянь-Ша́нський Петро́ Петро́вич (2 (14) січня 1827–26 лютого (11 березня) 1914) — російський географ, статистик та мандрівник. Під його керівництвом створено багатотомне видання «рос. Россия. Полное географическое описание нашого отечества» (19 томів, 1899—1914), у якому 7-й («рос. Малороссия») і 14-й («рос. Новороссия») томи присвячені Україні.

## Дослідження
Досліджував Центральне Чорнозем'я, подорожував у Швейцарії.
Сімнадцять разів підіймався на Везувій. Очолював експедицію на Тянь-Шань (1856—1857). Один із основоположників російської статистики й економічної географії. Створив школу російської географії, працював над установленням взаємозв'язків та взаємодії природних компонентів. Широко застосовував метод порівняння. Був організатором першого Всеросійського перепису населення 1897 року. Керував багатотомним виданням «Росія. Повний географічний опис нашої батьківщини» та «Мальовнича Росія» (1881—1885).

## Вшанування вченого

### Географічні об'єкти
Ім'ям Семенова-Тянь-Шанського названо:
- Гори
  - Гора Семенова-Тянь-Шанського Монгольський Алтай
  - Гора Семенова-Тянь-Шанського Киргизьке Алатау
  - Гора Семенова-Тянь-Шанського Кавказ
  - Гора Семенова-Тянь-Шанського Аляска
  - Гора Семенова-Тянь-Шанського Шпіцберген
- Протока Семенова-Тянь-Шанського у Карському морі
- Хребет Семенова-Тянь-Шанського поблизу озера Кукунор
- Льодовик Семенова-Тянь-Шанського у Центральному Тянь-Шані
- Пік Семенова-Тянь-Шанського у Центральному Тянь-Шані

### Біологічні види
На його честь названо 27 видів рослин та близького 70 видів тварин.

## Петро Семенов-Тян-Шанський благодійник
Петро Петрович був діяльною натурою і постійно знаходив собі справи, в котрі діяльно ж втручався. Так, він часто відвідував Петербурзьку Академію мистецтв. Помітивши бідняцький рівень життя більшості її студентів, Петро Петрович став організатором дешевих їдалень для бідкавшихся студентів. Мало цього, він організував каси взаємодопомоги, чого не робило консервативне керівництво академії, включаючи і патронів академії з царської родини. Навіть цього йому здалося замалим і він декілька разів власними коштами допомагав особливо нужденним учням, рятуючи молодь від бідності і відчаю.
За благодійну діяльність Академія мистецтв 1874 року обрала Семенова-Тян-Шанського П. П. своїм почесним членом.
З висоти досвіду 21 століття благодійність Семенова-Тян-Шанського виглядає як приклад індивідуальної благодійності окремої особи, котра могла би нічого й не робити, як нічого не робили і сотні інших відвідувачів тої ж академії. Але він робив, хоча би ігноруючи байдужість інших.

## Петро Семенов-Тян-Шанський колекціонер
Спадок Петра Семенова-Тян-Шанського залишився не тільки у науці, а й у мистецтві. Незважаючи на малі статки, він зацікавився живописом старих майстрів. Особливо його привабили майстри Голландії і Фландрії. Метою митця було придбати такі твори художників, котрі не були представлені у збірці Імператорського Ермітажу. Він і став наполегливо і систематично розшукувати та купувати картини нідерландських майстрів, чого ніколи не робило керівництво Ермітажу, задовольняючись випадковими придбаннями. Можливість відвідувати закордонні країни колекціонер перетворив на відвідини художніх аукціонів у містах Берлін, Мюнхен, Кельна, Відня, Парижа, Лондона.
Означена тема його колекції у 19 столітті ще не отримала надзвичайного престижу (як в 20 столітті) і аукціонні картини другорядних нідерландських майстрів не коштували значних грошових сум. Коли можливості виїхати за кордон не було, Петро Семенов використовував послуги німецьких фірм, що надсилали затребувані картини поштою.
Згодом колекція Семенова-Тян-Шанського налічувала сімсот дев'ятнадцять (719) зразків. Петро Петрович не тільки розшукував і купував, він старанно вивчав біографії і історію мистецтв Нідерландів 16-17 ст. Підсумком вивчення біографій художників і історії мистецтв Нідерландів був власний твір (російською) «Этюды по истории нидерландской живописи». Згодом його колекцію вважали другою у Європі за повнотою і художньою значимістю. У нього не було можливостей купувати уславлені картини Рембрандта, але декотрі з них йому пощастило придбати. Помітно більшу увагу у власному колекціонуванні він звернув на художників-попердників Рембрандта, на його учнів і сучасників. Низка творів колекції була з інших художніх центрів, а не торкалась лише Лейдена чи Амстердама. Вже наприкінці 19 ст. в його колекції опинилась низка творів тих майстрів, котрих призабули на той час і у самій Голландії.

## Неповний перелік імен художників з колекції П.П.Семенова
Колекція П. П. Семенова-Тян-Шанського збиралась впродовж п'ятдесяти років. 1906 року вона дожила до створення каталога, котрий був надрукований того ж року.
Колекція Семенова-Тян-Шанського мала також якості значного доповнення творів, що вже опинились у Імператорському Ермітажі і давала широку панораму як розроблених сюжетів, так і потенцію для нових наукових порівнянь і досліджень, мало передбачуваних на той час навіть самим колекціонером. Як показав досвід, з роками художня і наукова значимість колекції Семенова тільки зростала.
- Пітер Ластман
- Рембрандт («Ескіз до чоловічого портрета»)
- Матіас Стомер[6]
- Говерт Флінк[7]
- Ян Куленбір[8]
- Ніколас Мас[9]
- Саломон де Брай[10]
- Леонард Брамер[11]
- Барент Фабріціус
- Еммануел де Вітте[12]
- Філіпс Вауерман[13]
- Дірк Халс[14]
- Ніколас Корнеліс Муйарт[15]
- Абрахам ван Бейєрен[16]
- Людолф Бакхейзен[17]
- Якоб Йорданс (старовинна копія «Св. Родини»)[18]
- Ян Стен
- Пітер Артсен[19]
- Мартин ван Клеве[20]
- Йоахим Патінір[21]
- Жак д'Артуа[22]
- Ян Брейгель старший[23]
- Петер ван де Вельде[24]
- Ян Паувел Гиллеманс молодший[25]
- Герард Сегерс[26]
- Анонім з Фландрії 17 ст. (портрет П. П. Рубенса з сином Альбертом)[27]
- Теодор Ромбоутс [28]
- Давид Тенірс молодший [29]
- Корнеліс Хейсманс[30]

## Друкована графіка колекції Семенова
Семенов-Тянь-Шанський збирав не тільки живопис. Він звернув увагу на друковану графіку майстрів, що зацікавили його, і в його колекції прийшли офорти Рембандта, майстрів Німеччини, Італії, у меншій кількості Франції і Великої Британії. Загальна кількість графіки сягала 3500 зразків.
Друкована графіка його колекції розділялась на:
- оригінали (офортів Рембрандта було 203, гравюр Дюрера — понад 150)
- графічні репродукції

Оригінали були зібрані у шість окремих папок. Серед них були твори Рембрандта, Маркантоніо Раймонді, Альбрехта Дюрера, Робера Нантейля, Альбрехта Альтдорфера, Сальватора Рози, Джованні Бенедетто Кастільйоне, Яна ван Гойєна, Алларта ван Евердінгена, Генрі Клеманса ван де Вельде, нюрнберзьких (німецьких) клейнмейстерів тощо.

## Передача у Імператорський Ермітаж
Старість і необхідність фінансово забезпечити п'ятьох дітей та тринадцять онуків примусили Семенова-Тянь-Шанського продати мистецькі колекції. До нього прибули торгові агенти і оцінили збірки у 500 000 за умови продажу збірок за кордон.
Семенов кардинально змінив наміри і запропонував продати збірки у Імператорський Ермітаж, навіть якщо ціна буде нижчою за 500 000. Вигідність пропозиції як у грошовому, так і художньому сенсі примусила керівництво Ермітажу придбати його колекції. Остаточною була ціна у 250 000. Уся колекція друкованої графіки також перейшла у збірки Імператорського Ермітажу ще 1910 року, але як безкоштовний подарунок. Семенов виговорив умову залишити йому колекцію живопису до власної смерті, бо мав 83 роки. Він помер 1914 року. В подяку за патріотичне рішення залишити вартісні колекції на батьківщині була організована посмертна виставка з назвою «Пам'яті Петра Петровича Семенова-Тянь-Шанського».

## Безглузді нащадки
В першій половині 20 століття, коли більшовицький уряд прийняв до реалізації рішення торгувати музейними речами, на закордонні аукціони почали відбирати картини і книги, килими і кераміку, ювелірні вироби, скульптури і меблі з покинутих дворянських садиб, палаців фабрикантів і купців, царських резиденції. Великі музеї СРСР примусили у обов'язковому стані передавати щорічно певну кількість творів мистецтва для продажів як металобрухт чи вторинну сировину.
Розпродажі торкнулися також мистецької збірки П. П. Семенова-Тян-Шанського. Із загальної кількості у 719 продано не менше як 30 відсотків. У невеликій кількості картини зі збірок Семенова передані до збірок Державного Російського музею (портрети) та до Державного музею образотворчих мистецтв імені Пушкіна.